# Vologases V
Vologases V (ook wel gespeld als Vologaeses of Vologeses, Perzisch Valakhs; op zijn munten aangeduid als ΟΛΟΓΑΣΗΣ) was koning van de Parthen van 192 tot 207.
Tegen het einde van de regering van Vologases' voorganger Vologases IV, liet Osroes II zich in Medië uitroepen tot koning van de Parthen. Zijn opstand was echter niet succesvol. Toen Vologases IV stierf, werd hij opgevolgd door Vologases V, die snel met Osroes afrekende.
Tijdens de regering van Vologases V brak in het Romeinse Rijk een burgeroorlog uit. Daarin stonden in 193 drie keizerkandidaten tegenover elkaar: Septimius Severus, Clodius Albinus en Pescennius Niger. Deze laatste was sinds de moord op Commodus (192) gouverneur van Syria. Het lijkt erop dat Vologases de situatie wilde gebruiken om wraak te nemen voor de verliezen aan de Romeinen in de voorgaande decennia en Rome aan zich te verplichten. Daarom stuurde hij zijn legers naar het westen om steun te geven aan Pescennius Niger. Ook steunde hij Osroene en Adiabene, vazalstaten van Rome, die tegen Rome in opstand kwamen. Het liep echter anders dan Vologases gehoopt had. Niet Niger, maar Severus bleek de machtigste van de drie rivalen. Niger versloeg hij in de bloedige slag op de vlakte van Issus (194). Osroene en Adiabene werden opnieuw vazallen van Rome (195).
Severus vergat de Parthische steun aan Niger niet. Toen hij eenmaal zijn macht gevestigd had, trok hij met zijn zoons op naar Parthië (197). Volgens Cassius Dio werd Severus ook vergezeld door een broer van Vologases V. Vologases was niet op de aanval voorbereid en Severus wist gemakkelijk een groot deel van Parthië te veroveren. Hij nam de hoofdstad Ctesiphon in en liet zijn troepen de stad volledig plunderen. De meeste mannen werden gedood, veel vrouwen en kinderen werden als slaven weggevoerd (198). In 202 werd de oorlog beëindigd. Severus maakte het noorden van Mesopotamië tot een Romeinse provincie en legerde hier twee legioenen.
De munten van Vologases V illustreren duidelijk het verval van Parthië. De inscripties zijn vaak nauwelijks leesbaar en de Griekse letters vormen soms niet bestaande woorden.
Op basis van de beschrijving van Cassius Dio nam men wel aan dat Vologases V een zoon is van Vologases I van Armenië en dus stamt uit de Armeense tak van de dynastie van de Arsaciden. Anderen plaatsen hier echter vraagtekens bij, omdat Dio's verslag ter plaatse nogal verward overkomt. Als Vologases V inderdaad de zoon van Vologases I van Armenië was, dan was hij dezelfde als Vologases II die vanaf 186 koning van Armenië was. Toen hij koning werd van Parthië heeft hij het koningschap van Armenië overgedragen aan zijn zoon Khosro I van Armenië. Armenië was toen een vazalstaat van Parthië.

## Antieke bronnen
- Cassius Dio, lxxv, 1-3, lxxvi, 9, lxxviii, 12
- Herodianus, iii, 1, 9
- Historia Augusta, Severus, 15-16